# 第二次印巴战争
第二次印巴战争，也被称为1965年印巴战争或第二次克什米尔战争，是1965年4月至1965年9月间印度与巴基斯坦两国之间的战争。为期五个月的战争造成双方数千人伤亡。它在联合国調停下停火，之后发表了塔什干宣言。大部分的战争由两国陆军在克什米尔沿两国边界的地方展开。这场战争的细节，仍然有许多争议的地方。

## 背景
自1947年8月英属印度分治以来，巴基斯坦和印度在多个问题上仍存在争议。 尽管克什米尔冲突是两国分裂的主要问题，但还存在其他边界争端，尤其是印度古吉拉特邦的贫瘠地区卡奇兰恩。 该问题首次出现于1956年，最终以印度重新控制了争议地区而告终。20世纪60年代，巴基斯坦通过1954年签署的防务协议从美国获得了7亿美元的军事援助，极大地实现了巴基斯坦军事装备的现代化。1962年中印战争失败后，印度军队无论是在人员还是装备上都发生了巨大的变化。 在此期间，尽管巴基斯坦军队在数量上小于印度军队，但在空中力量和装甲力量方面对印度具有质的优势，巴基斯坦试图在印度完成国防建设之前利用这一优势。

## 战争过程

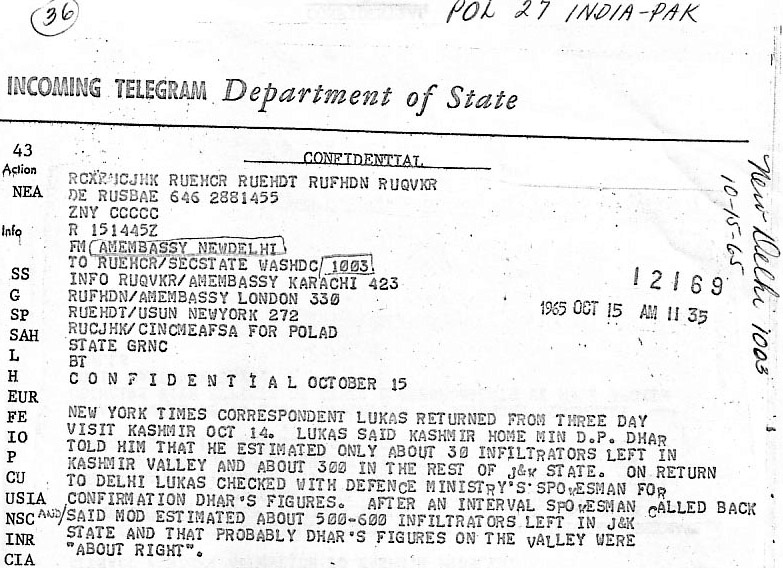
美国国务院的一封解密信证实，有争议的克什米尔地区印控地区存在数百名“渗透者”。 日期为 1965 年战争之前的事件期间。

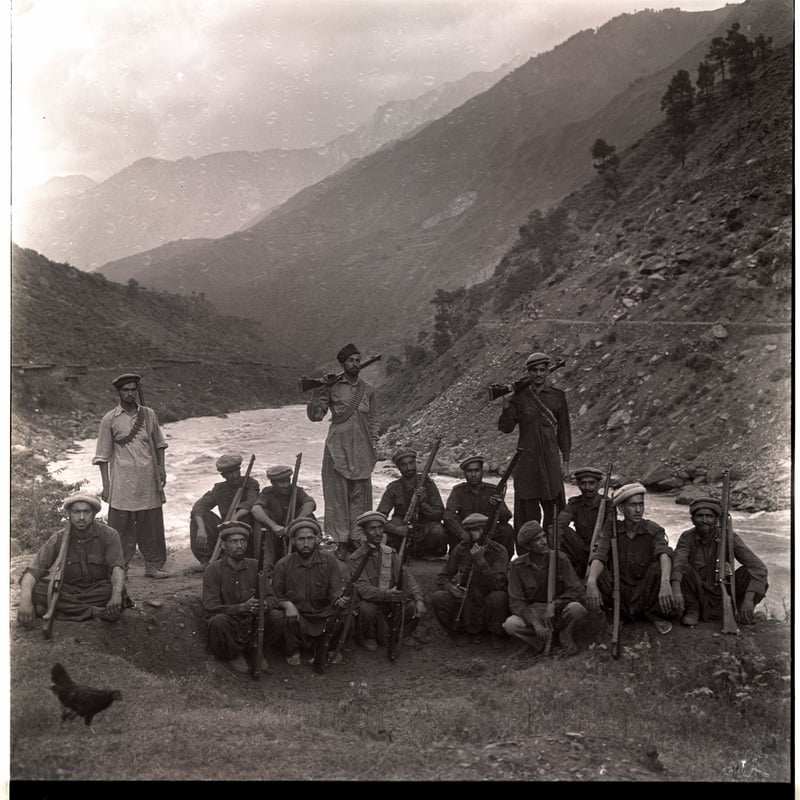
自由克什米尔非正规民兵，1965年战争期间拍摄

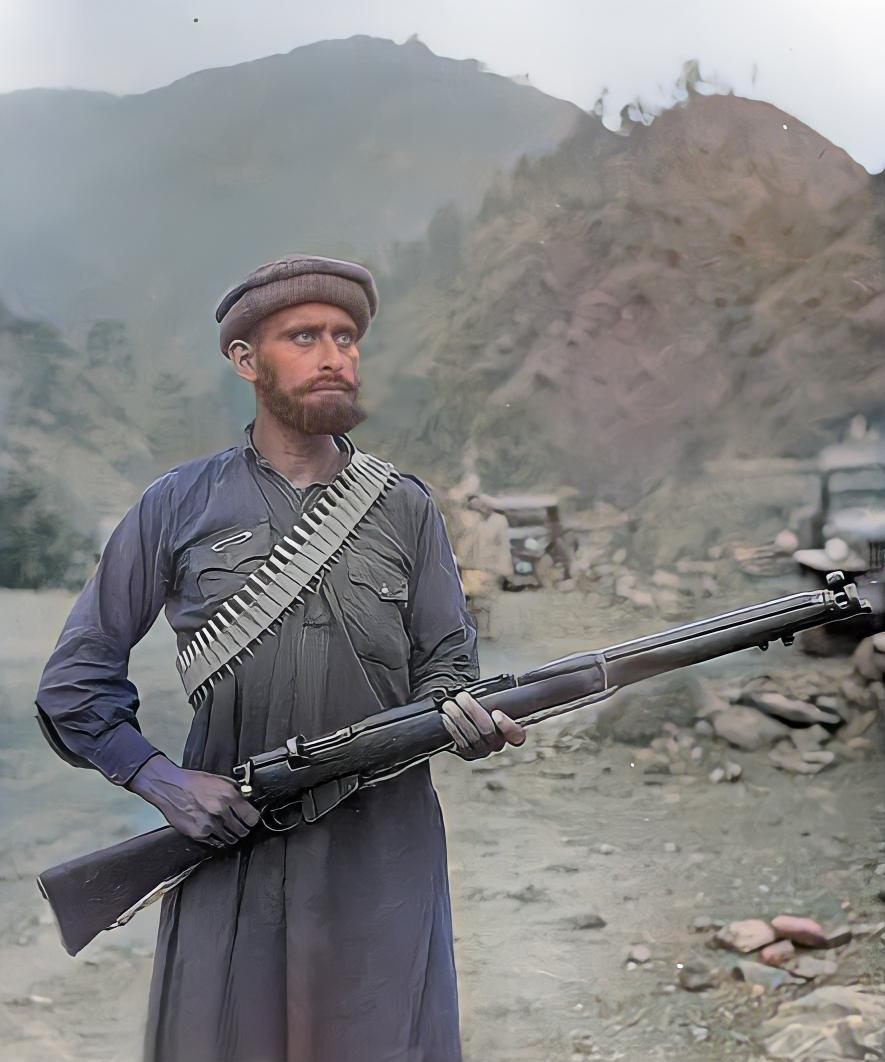
巴基斯坦的阿扎德克什米尔民兵

巴基斯坦士兵于1965年1月开始在印度控制的领土上巡逻，随后两国于1965年4月8日袭击了对方的哨所。最初两国边防警察都参与了争议地区的冲突，但很快两国武装部队之间就发生了间歇性小规模冲突。巴基斯坦发动“沙漠鹰”行动并占领了坎贾科特要塞边境地区附近的几个印度哨所。1965年6月，英国首相哈罗德·威尔逊成功说服两国结束敌对行动。 两国于1965年6月30日签署协议，通过国际法院国际仲裁解决边界争议。国际法庭设立了一个分庭来解决这一争端，1968年晚些时候做出的裁决显示，巴基斯坦获得了780平方公里（约301平方英里）的卡奇牧场，而其最初主张的9,100平方公里（3,500平方英里）的土地则被给予巴基斯坦。
1965年9月1日，巴基斯坦發起了一場名為“大滿貫行動”的反擊，目標是奪取查謨的重要城鎮阿赫努爾，該鎮將切斷印度軍隊的通訊並切斷供應路線。阿尤布·汗計算出，“印度教徒的士氣不會在正確的時間和地點受到超過幾次嚴厲打擊” 儘管此時直布羅陀行動已經失敗，印度已經佔領了哈吉皮爾山口。1965年9月1日凌晨3點30分，整個Chhamb地區遭到大規模砲擊。巴基斯坦發起了大滿貫行動，印度陸軍總部措手不及。巴基斯坦以壓倒性的兵力和技術上先進的坦克發動進攻，戰勝了印度軍隊，印度軍隊措手不及，損失慘重。印度的回應是召集其空軍來削弱巴基斯坦的襲擊。第二天，巴基斯坦進行了報復，其空軍襲擊了印度軍隊和位於克什米爾和旁遮普邦的空軍基地。印度決定向巴基斯坦旁遮普開放進攻戰區，這迫使巴基斯坦軍隊重新部署參與保衛旁遮普行動的部隊。大滿貫行動因此失敗，因為巴基斯坦軍隊無法佔領阿克諾爾; 當印度決定通過進一步向南進攻巴基斯坦來減輕對克什米爾軍隊的壓力時，這成為戰爭的轉折點之一。在山谷中，另一個具有戰略意義的地區是卡吉爾。卡吉爾鎮在印度手中，但巴基斯坦佔領了俯瞰卡吉爾和斯利那加-列赫公路的高地。然而，在印軍發起大規模反滲透行動後，巴基斯坦滲透者於 8 月被迫撤離該地區。
印度於9月6日越過西部戰線的國際邊界。9月6日，印度陸軍第15步兵師在二戰老將 Niranjan Prasad 少將的帶領下，在Icchogil 運河（BRB 運河）西岸附近與巴基斯坦的大規模反擊作鬥爭，這是事實上的印度和巴基斯坦的邊界。將軍的隨行人員本身遭到伏擊，他被迫逃離他的車輛。第二次，這次成功，試圖穿越Ichhogil運河是在拉合爾以東的Barki村（ Burki戰役）的橋上進行的. 這些事態發展使印度軍隊進入了拉合爾國際機場的範圍之內。因此，美國要求暫時停火，以允許其撤離在拉合爾的公民。
向拉合爾發起的進攻由第1步兵師組成，由第2獨立裝甲旅的3個坦克團支援；他們迅速越過邊境，於9月6日抵達伊喬吉爾 (BRB)運河。巴基斯坦軍隊控制了運河上的橋樑，或者炸毀了那些它無法控制的橋樑，有效地阻止了印度人在拉合爾的進一步推進。印度Jat團的一個單位，3 Jat，也越過Icchogil運河並佔領了運河西側的Batapore鎮（Jallo Mur 到巴基斯坦）。同一天，由巴基斯坦空軍 軍刀支援的裝甲師和步兵師組成的反攻迫使印度第15師撤退到起點。雖然3 Jat的傷亡很小，彈藥和儲存車輛造成的大部分損失，但上級指揮官沒有關於3 Jat捕獲巴塔波雷的信息，誤導性信息導致指揮部從巴塔波雷和多格雷撤退到 Ghosal-Dial。這一舉動給Lt-Col帶來了極大的失望Desmond Hayde，3 Jat 的 CO。多格雷最終在9月21日被 3 Jat 重新奪回，這是第二次但在多格雷戰役中由於巴基斯坦增援而進行了更加艱苦的戰鬥。
1965年9月8日，第5馬拉塔輕步兵連被派往位於穆納堡的拉賈斯坦邦武裝警察 (RAC) 哨所增援——這是一個距離焦特布爾約 250 公里的戰略小村莊。他們的簡介很簡單。堅守崗位，防止巴基斯坦步兵營越過該崗位。但在馬拉塔山（位於穆納堡）——正如該職位現在被命名的那樣——這家印度公司幾乎無法在24小時內阻止激烈的攻擊。一個由3名衛兵組成的連配備954個重型迫擊砲砲台，被命令加強穆納堡的RAC哨所。巴基斯坦空軍掃射了整個地區，並在加德拉公路火車站附近擊中了一輛來自巴爾默的鐵路列車。9月10日，穆納寶落入巴方手中，奪取戰略要地的努力沒有成功。
在 9 月 9 日之後的幾天裡，兩國的首演編隊在不平等的戰鬥中被擊潰。被稱為“印度軍隊的驕傲”的印度第一裝甲師向錫亞爾科特發起了進攻。該師一分為二，在查溫達被巴基斯坦第6裝甲師逼退，在遭受近100輛坦克的重創後被迫撤退。
巴基斯坦人通過發起“結束行動”來跟進他們的成功，這迫使印度人走得更遠。同樣，巴基斯坦的驕傲，第一裝甲師，向坎卡蘭發起進攻，意圖奪取阿姆利則（印度旁遮普邦的主要城市）和雙魚河上通往賈朗達爾的橋樑。
然而，巴基斯坦第1裝甲師從未穿過 Khem Karan，到9月10日結束時，印度第4山地師的防禦在現在被稱為Asal Uttar的戰役中瓦解（字面意思是“真實的”答案”，或更合適的英語等價物——“擬合響應”）。該地區因擁有大量美國製造的巴基斯坦巴頓坦克而被稱為“巴頓納加爾”（Patton Town） 。大約97輛巴基斯坦坦克被摧毀或遺棄，只有32輛印度坦克被摧毀或損壞。
拉賈斯坦邦地區的敵對行動於9月8日開始。最初，巴基斯坦沙漠部隊和胡尔民兵（皮爾帕加羅的追隨者）被置於防禦角色，事實證明，他們非常適合這個角色。胡爾人熟悉地形和當地状况，并擁有許多基本的沙漠生存技能，而他們的對手和巴基斯坦軍隊的戰友則不具備这些。胡爾人主要作為輕步兵作戰，在印度軍隊進入信德省時給他們造成了許多傷亡。胡爾人還被用作散兵，騷擾印度人的LOC，這是他們經常在駱駝身上承擔的任務。隨著戰斗在赫爾河上進行，沙漠部隊越來越多地被用來攻擊和占領拉賈斯坦邦境內的印度村莊。
戰爭陷入僵局，兩國都佔有對方的領土。印度軍隊在戰場上陣亡3000人，巴基斯坦陣亡3800人。印度軍隊擁控制了1,920平方公里（740平方英里）的巴基斯坦領土，巴基斯坦軍隊控制了550平方公里（210平方英里）的印度領土。印度佔領的領土主要在肥沃的錫亞爾科特、拉合爾和克什米爾地區，而巴基斯坦的土地收益主要在信德省對面的沙漠和克什米爾附近的Chumb地區。巴基斯坦聲稱它控制了1,600平方公里（620 平方英里）的印度領土，同時失去了1,200平方公里（450平方英里）的自己領土。

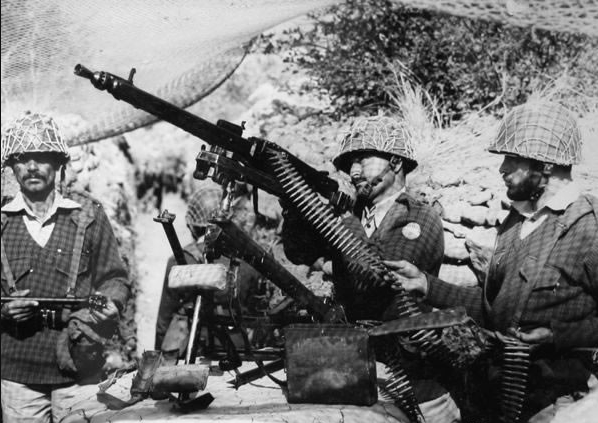
巴基斯坦陆军阵地，MG1A3 AA，1965 年战争

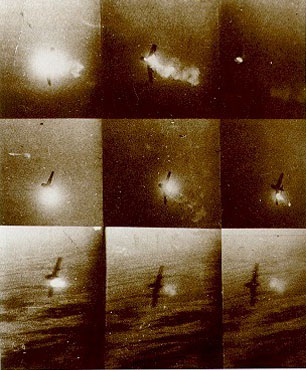
1965年9月，从印度飞机上看到巴基斯坦军刀战斗机在战斗中被印度空军击落。

## 结果
1966年1月，印巴双方签署《塔什干宣言》。这场战争双方都认为自己是胜利者，印度称其挫败了巴基斯坦支持的印控克什米尔境内的恐怖活动和叛军，而巴基斯坦则称印度对巴基斯坦的领土野心被成功遏制。但《塔什干宣言》仅是一个停火协定式的文件，并不是最终的解决方案，因为该宣言没有解决印巴之间的领土纠纷和水资源分配纠纷，这为1971年的第三次印巴战争埋下了伏笔。